# 로봇저널리즘 신문사
로봇저널리즘 신문사(Robot Journalism News Paper)는 2019년 1월 8일 창간된 국내 유일의 ‘로봇저널리즘 전문지’이다.